# 瓦特納冰原

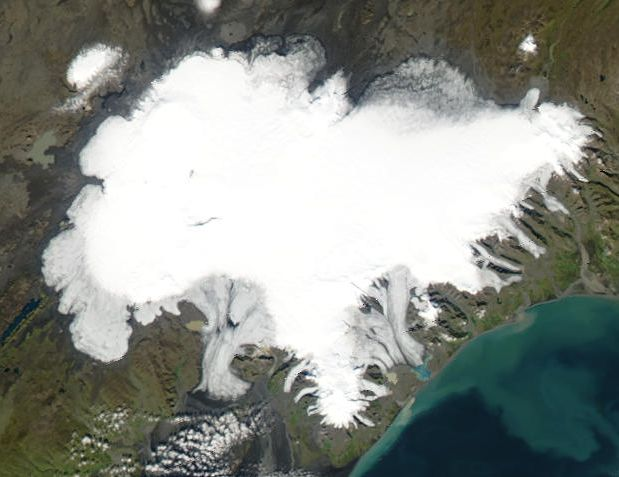
瓦特納冰原的頂觀

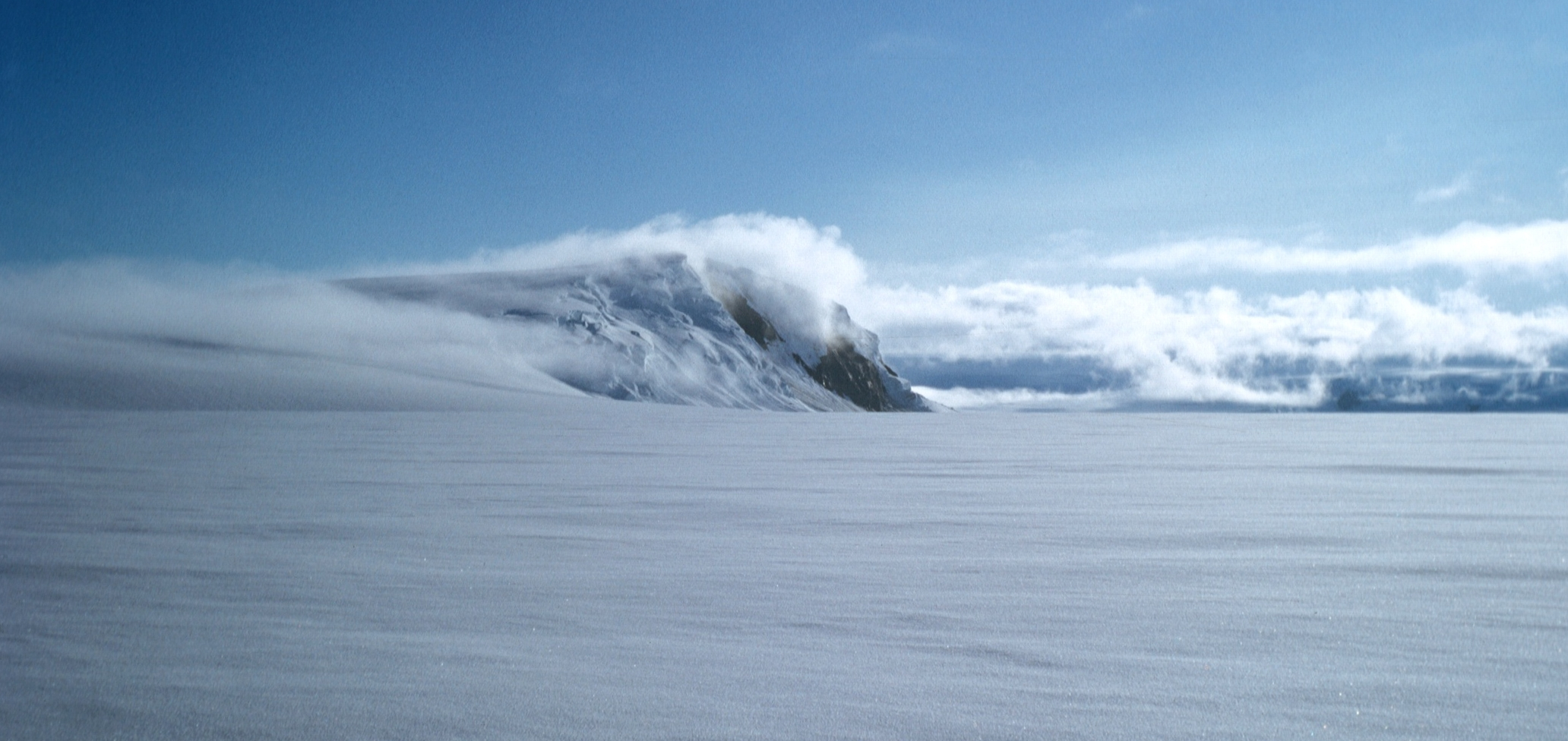
瓦特納冰原的側觀

瓦特納冰原，是冰島最大的冰川，其面積為八千一百平方公里，是歐洲體積最大與面積第二大的冰川，僅次於新地島的謝韋爾內島冰蓋之後。它位於島的東南部，約佔全國面積的10%。
其冰層平均厚度為四百米，最厚處達千米。冰島最高的山峰，高達二千一百一十米之華納達爾斯火山，正是位於瓦特納冰原的南方。
瓦特納冰原上有著數個火山，其火山湖是冰川融化移動的主因。
瓦特納冰原在近年開始融化，這可能與氣候變遷和火山活動有關。

## 參考條目

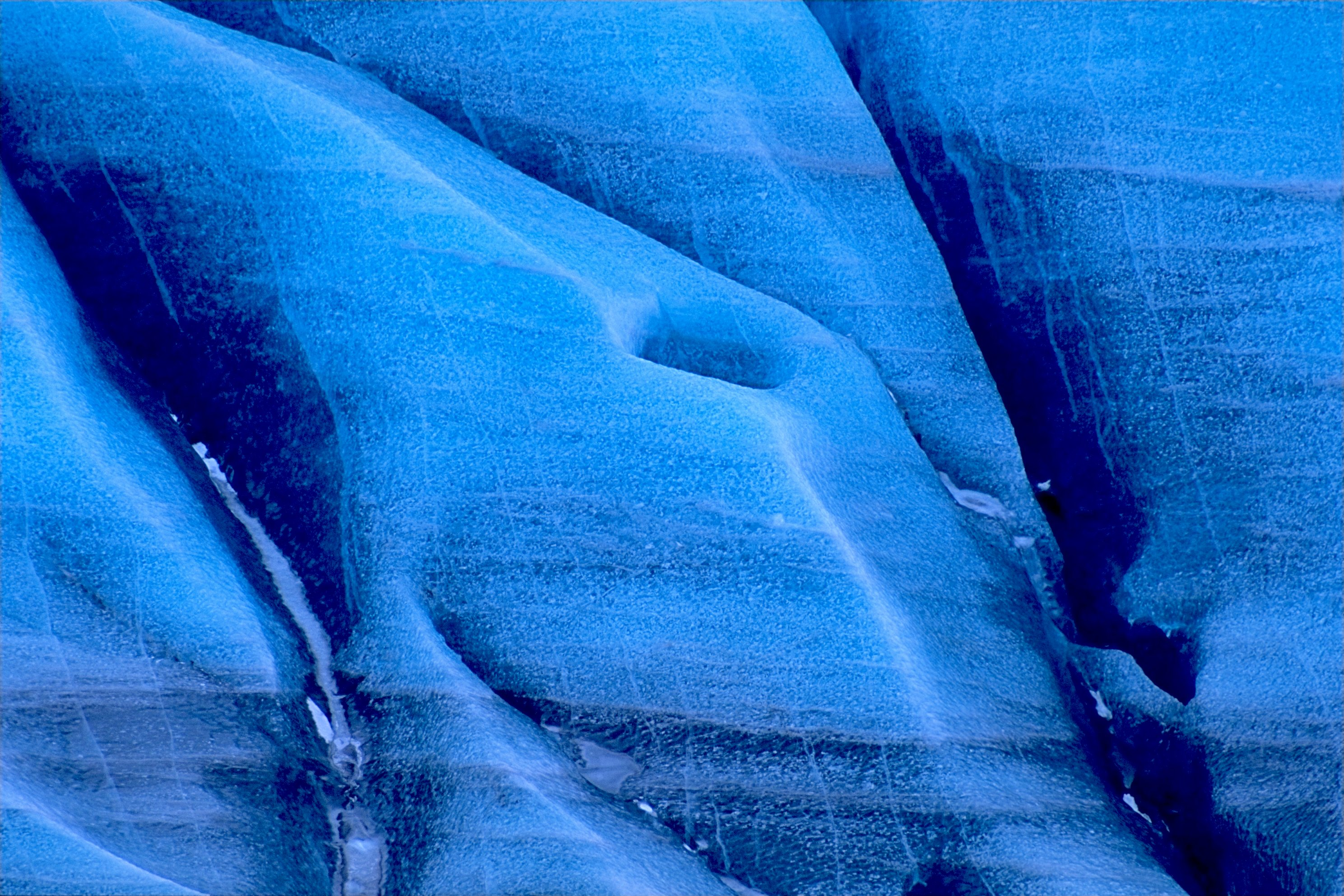
瓦特納冰原的近觀